# Alexander Selkirk
Alexander Selkirk, nato Alexander Selcraig (Lower Largo, 1676 – oceano Atlantico, 13 dicembre 1723), è stato un corsaro britannico.
Sottufficiale della Royal Navy, visse da naufrago per quattro anni e quattro mesi, dall'ottobre 1704 al 2 febbraio 1709, dopo essere stato abbandonato dal suo capitano nei mari del sud dell'oceano Pacifico su un'isola deserta facente parte dell'arcipelago Juan Fernández. Sopravvissuto a questa prova, si arrese a una malattia tropicale una decina di anni più tardi, mentre serviva a bordo della HMS Weymouth, al largo dell'Africa occidentale.
Selkirk era un giovane indisciplinato e si unì ai bucanieri che incrociavano verso il Pacifico del Sud durante la guerra di successione spagnola. Una di queste spedizioni era imbarcata sulla Cinque Ports, una delle navi corsare agli ordini di William Dampier. Quando la nave approdò per approvvigionamenti presso le isole Juan Fernández, Selkirk giudicò correttamente che l'imbarcazione fosse ormai inadeguata al servizio e chiese di essere lasciato nell'arcipelago.
Quando fu finalmente salvato dal corsaro inglese Woodes Rogers, Selkirk era ormai diventato esperto nella caccia e nell'uso delle scarse risorse che aveva trovato sull'isola. Dopo il suo ritorno in Inghilterra, la storia della sua sopravvivenza fu ampiamente pubblicizzata, ed è probabile che la sua figura abbia fornito l'ispirazione per il personaggio immaginario Robinson Crusoe di Daniel Defoe.

## Biografia

### La giovinezza e la carriera nella pirateria
Nato nel 1676 da un calzolaio e conciatore di pelli di Lower Largo, nella regione di Fife, in Scozia, Selkirk dimostrò fin da giovane un carattere litigioso e indisciplinato. Nel mese di agosto 1693 fu convocato una prima volta dal locale consiglio ecclesiastico dei presbiteri anziani per il suo "indecente comportamento in chiesa", ma fu giudicato "non sembrare adatto a essere mandato per mare". Ritornato a Largo nel 1701, tornò nuovamente all'attenzione delle autorità della chiesa per aver picchiato i suoi fratelli.
Molto presto s'imbarcò come corsaro nelle spedizioni verso i Mari del Sud e nel 1703 prese parte alla spedizione del famoso corsaro ed esploratore William Dampier, che salpò da Kinsale in Irlanda l'11 settembre. Dampier era capitano del galeone St. George, mentre Selkirk era imbarcato sul Cinque Ports, agli ordini del capitano Thomas Stradling. Da quel momento si pensa che Selkirk abbia iniziato ad acquisire una notevole esperienza in mare. Le navi avevano a bordo lettere di corsa del Lord grand'ammiraglio che autorizzavano le loro navi mercantili armate ad attaccare i nemici della Gran Bretagna nella guerra di successione in quel momento in corso contro la Spagna.
Nel febbraio del 1704, dopo un tempestoso doppiaggio di Capo Horn, i corsari combatterono una lunga battaglia contro il St Joseph, un vascello francese ben armato, solo per lasciarselo sfuggire e permettergli di avvertire i suoi alleati spagnoli del loro arrivo nel Pacifico. Anche una incursione sulla città mineraria panamense di Santa María non riuscì, perché la loro forza da sbarco cadde vittima di un'imboscata. La facile cattura della Asunción, una nave mercantile pesantemente caricata, rinfrancò le speranze di saccheggio dell'equipaggio e Selkirk fu incaricato di spartire il bottino e di gestire il diritto di preda sul vascello catturato. Dampier s'impadronì delle necessarie provviste di vino, brandy, zucchero e di farina; poi improvvisamente lasciò la nave libera, sostenendo che il guadagno non valeva lo sforzo di trattenerla. Nel maggio del 1704 Stradling decise di abbandonare Dampier e di veleggiare da solo.

### L'abbandono sull'isola deserta

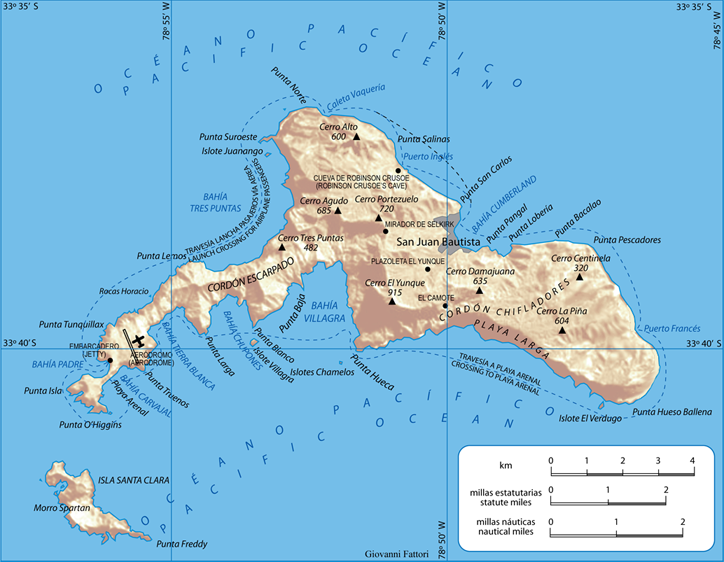
Mappa dell'arcipelago Juan Fernández, dove Selkirk visse come naufrago

Nell'ottobre seguente, dopo che le due navi si erano separate per il diverbio fra Stradling e Dampier, il Cinque Ports fece una sosta sull'isola di Más a Tierra, nell'arcipelago disabitato di Juan Fernández, 670 km al largo delle coste cilene, per fare scorta di viveri e acqua. A quel punto Selkirk manifestò al capitano le sue preoccupazioni circa le capacità di navigazione del galeone e probabilmente avrebbe voluto fare le riparazioni necessarie prima di riprendere il mare, spingendosi a dichiarare che avrebbe preferito rimanere a Juan Fernández piuttosto che continuare a navigare su una nave pericolosa e che imbarcava acqua. Selkirk provò anche a convincere alcuni compagni a disertare con lui e a restare sull'isola, confidando nell'imminente arrivo di un'altra nave. Nessuno però fu d'accordo e Stradling, stanco dei continui problemi che causava e ben lieto di liberarsi di un piantagrane, prese Selkirk alla lettera e lo sbarcò sull'isola con un moschetto, della polvere da sparo, un'accetta e alcuni strumenti da falegname, un coltello, un piatto da cucina, una Bibbia, un materasso e alcuni vestiti. Selkirk quasi immediatamente ritornò sulla sua posizione, ma non venne ascoltato e il Cinque Ports salpò, lasciandolo solo sull'isola di Más a Tierra. L’abbandono in luoghi deserti, del resto, era una punizione frequente per chi si ammutinava sulle navi corsare e in genere equivaleva a una condanna a morte. Vi sarebbe rimasto per quattro anni e quattro mesi.
La Cinque Ports, come paventato da Selkirk, fece poi effettivamente naufragio, affondando al largo dell'odierna Colombia. Stradling e alcuni uomini del suo equipaggio sopravvissero alla perdita della nave, ma furono costretti a consegnarsi agli spagnoli. I sopravvissuti furono deportati a Lima, in Perù, dove subirono una dura prigionia.

#### La sopravvivenza

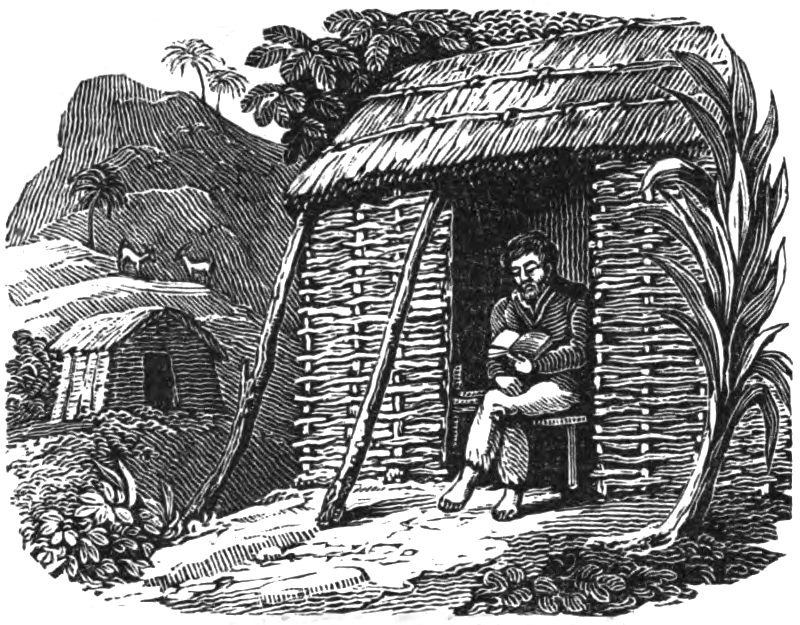
Selkirk legge la sua Bibbia in una delle due capanne costruite su una montagna

Selkirk rimase inizialmente sul litorale dell'isola, per paura dei suoni provenienti dall'entroterra, che pensava fossero emessi da bestie feroci. Era in preda alla disperazione e guardava sempre il mare, nella speranza di avvistare una nave che potesse trarlo in salvo.
In questo primo periodo si riparò in una piccola caverna, cibandosi di aragoste, molluschi e tartarughe marine e scrutando ogni giorno l'orizzonte nella speranza di avvistare una nave che potesse soccorrerlo. Soffrì di profonda solitudine, depressione e rimorso per il suo comportamento. Alla fine fu spinto a rifugiarsi all'interno dall'arrivo sulla spiaggia di una colonia di rumorosi elefanti marini, spintisi sull'isola per la stagione dell'accoppiamento.
Qui la sua vita migliorò radicalmente, perché riuscì a procacciarsi una grande varietà di nuovi cibi: carne e latte dalle capre selvatiche introdotte da navigatori iberici, e inoltre rape, cavoli e pepe selvatici, che gli offrirono una dieta meno monotona e più speziata.  I ratti, anch'essi probabilmente sbarcati con precedenti navigatori, furono all'inizio un problema perché mordevano Selkirk durante la notte e non gli permettevano di dormire. Tuttavia Selkirk riuscì a semi-addomesticare dei gatti selvatici che posero fine a questa difficile situazione. Si costruì due piccole capanne, una per dormire e una per cucinare, e trascorreva il tempo leggendo la Bibbia ad alta voce.
Selkirk fece un uso straordinario dell'equipaggiamento che aveva preso dalla nave e di quello che riuscì a realizzare con i materiali trovati sull'isola. Forgiò un nuovo coltello ricavandolo dai cerchi di alcuni barili lasciati sulla spiaggia da navi approdate precedentemente, ricavò due capanne dagli alberi di pepe e impiegò il moschetto e il coltello per cacciare e tosare le pecore e ripulire le loro carcasse. Tuttavia, una volta terminata la polvere da sparo, fu costretto a inseguire le sue prede a piedi. Fu in una di queste occasioni che precipitò in un dirupo, ferendosi gravemente e perdendo conoscenza per circa 24 ore. Fortunatamente la preda attutì la sua caduta, risparmiandogli probabilmente la rottura della schiena.
Quando i vestiti di Selkirk si logorarono definitivamente, ne confezionò di nuovi con pelli di capra, servendosi di un chiodo per cucire. In questa occasione si rivelarono utilissime le lezioni apprese dal padre conciatore quando era bambino. I piedi di Selkirk divennero invece così callosi che quando le sue scarpe divennero inutilizzabili le reputò inutili.
Dedicò inoltre molto tempo alla lettura della Bibbia e al canto dei salmi, ricevendone benefici per il suo umore e per la conoscenza dell'inglese.
Prima che Selkirk riuscisse a lasciarla, due diverse navi ancorarono presso l'isola e poi ripresero il largo. Si trattava tuttavia di imbarcazioni battenti bandiera spagnola e Selkirk, in quanto corsaro scozzese, se catturato avrebbe dovuto subire torture ed esecuzione. Perciò si nascose ma, nella seconda occasione, fu scoperto e braccato da alcuni marinai. I suoi inseguitori arrivarono così vicino ad acciuffarlo da urinare a un certo punto contro l'albero sul quale si era nascosto, senza riuscire però a vederlo. Frustrati, lasciarono perdere e poco dopo salparono.

#### Il salvataggio e il ritorno in patria

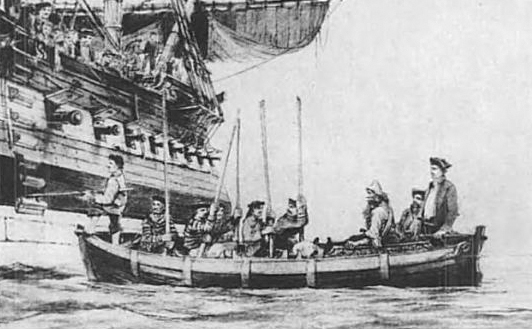
Il salvataggio: Selkirk è seduto sulla destra e sta per essere preso a bordo della Duke

Il tanto atteso salvataggio di Selkirk giunse il 2 febbraio 1709, con l'arrivo della nave corsara Duke, timonata proprio dal William Dampier della precedente spedizione, accompagnata dalla nave Duchess. Selkirk venne ritrovato dalla squadra di sbarco guidata da Thomas Dover. Dopo quattro anni e quattro mesi senza alcun contatto umano, Selkirk dimostrò una gioia incontrollata per l'arrivo dei suoi "liberatori". Mentre il comandante del Duke, Woodes Rogers, lo nominava scherzosamente "Governatore dell'isola", l'ormai atletico e agile naufrago dimostrò la sua riconoscenza riuscendo a catturare due o tre capre al giorno e fornendo cibi freschi che contribuirono a ripristinare la salute degli uomini di Rogers, che cominciavano già a soffrire di scorbuto.
Il capitano Rogers rimase impressionato dal vigore fisico di Selkirk, ma anche dalla pace della mente che aveva raggiunto mentre viveva sull'isola, osservando: «Si può constatare che la solitudine e l'isolamento dal mondo non sono poi uno stato di vita così insopportabile, come la maggior parte degli uomini immagina, specialmente quando le persone vi ci sono chiamate o gettate dentro in maniera inevitabile, com'era accaduto a quest'uomo». Rogers manifestò concretamente a Selkirk la sua stima facendone il secondo ufficiale della Duke, affidandogli poi il comando di una delle navi oggetto di bottino, la Increase, prima che venisse riscattata dagli spagnoli.
Selkirk tornò alla pirateria con l'intenzione di prendersi la sua rivincita. A Guayaquil, nell'odierno Ecuador, guidò un equipaggio di barche lungo il fiume Guayas dove una serie di ricchi signori spagnoli erano fuggiti e li derubò di tutto l'oro e i gioielli che avevano nascosto nei loro vestiti. La sua parte nella caccia al tesoro dei galeoni spagnoli lungo la costa del Messico portò alla cattura del famoso Nuestra Señora de la Encarnación y Desengaño, poi ribattezzato Bachelor, sul quale servì come sailing master, navigando verso le Indie orientali olandesi sotto il capitano Dover. Selkirk completò la circumnavigazione del globo doppiando il capo di Buona Speranza come sailing master della Duke, arrivando ai Downs al largo della costa inglese il 1º ottobre 1711. Era rimasto lontano da casa per otto anni.

### Ultimi anni ed eredità

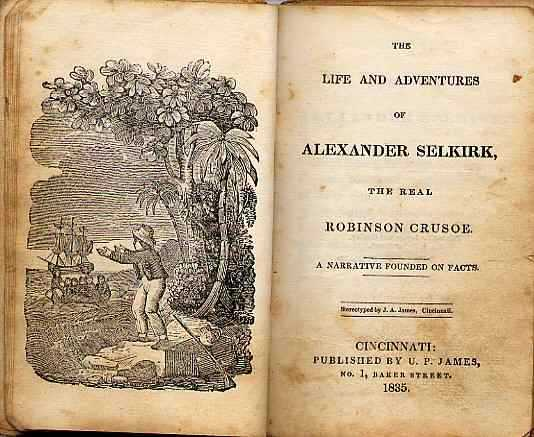
La prima pagina del libro "Vita e avventure di Alexander Selkirk, il vero Robinson Crusoe" (1835)

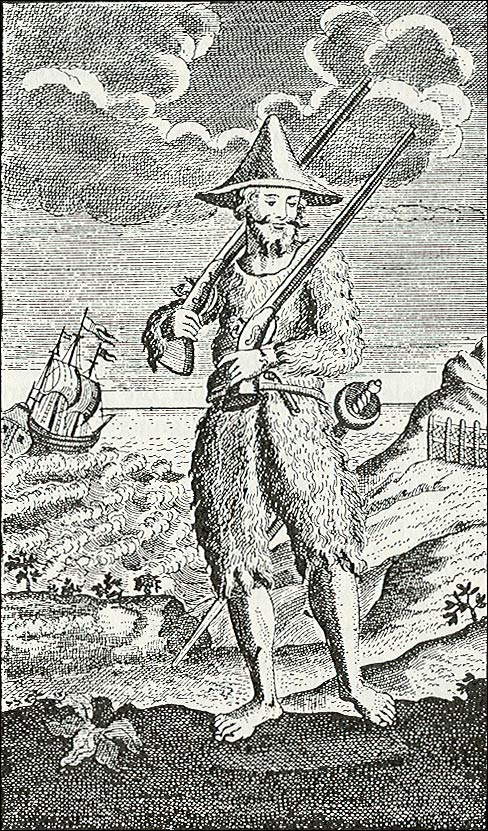
Una illustrazione di Robinson Crusoe abbigliato con pelli di capra, chiaramente influenzata da Selkirk

L'esperienza di Selkirk come naufrago suscitò molta attenzione in Inghilterra. Rogers incluse un resoconto dell'esperienza di Selkirk in un libro dedicato alla sua spedizione corsara, intitolato A cruising voyage round the world: first to the South-Sea, thence to the East-Indies, and homewards by the Cape of Good Hopeworld e pubblicato nel 1712.
L'eminente saggista Richard Steele intervistò Selkirk sulla sua solitaria permanenza, scrivendo poi l'anno dopo un famoso articolo sulla sua storia, apparso su The Englishman. Nel racconto Selkirk sembrava aver goduto di una vita di agi e celebrità, grazie alla sua parte di bottino saccheggiata dalla Duke e ammontante a circa 800 sterline dell'epoca (equivalenti a circa 108 000 sterline odierne). Tuttavia, le controversie legali rendevano all'epoca incerto il pagamento di qualsiasi somma.
Dopo pochi mesi a Londra, ricominciò a comportarsi come aveva sempre fatto. Nel settembre del 1713 fu infatti accusato di aver aggredito un maestro d'ascia a Bristol, rischiando una detenzione di due anni. Per sfuggire al probabile arresto fece quindi ritorno a Lower Largo, dove incontrò Sophia Bruce, una giovane lattaia. All'inizio del 1717 si trasferirono insieme a Londra, ma non esiste documentazione riguardo a un loro eventuale matrimonio. Selkirk fu in ogni caso presto nuovamente in mare, dopo essere stato arruolato nella Royal Navy e durante una visita a Plymouth nel 1720 si sposò invece con la vedova di un locandiere, di nome Frances Candis. Stava infine servendo come master's mate a bordo della HMS Weymouth, impegnata in missione di pattugliamento contro la pirateria lungo la costa occidentale dell'Africa, quando la morte lo colse il 13 dicembre 1721, soccombendo alla febbre gialla che aveva flagellato l'equipaggio lungo il viaggio. La sua salma fu sepolta in mare.
Quando Daniel Defoe pubblicò The Life and Strange Surprising Adventures of Robinson Crusoe nel 1719, pochi lettori avrebbero potuto non notare la somiglianza con l'esperienza di Selkirk. Un'illustrazione sulla prima pagina delle prime edizioni del romanzo, secondo le parole dell'esploratore moderno Tim Severin, mostra «un uomo piuttosto malinconico che si trova sulla riva di un'isola, fissando intensamente l'entroterra». La figura è abbigliata con il caratteristico cappellino di pelliccia di capra, con i piedi e le tibie scoperte, sebbene nel racconto di Defoe l'isola di Crusoe non si trovi nelle medie latitudini del Pacifico meridionale, ma 4 300 km più a nord nei Caraibi, dove l'abbigliamento di pelliccia non sarebbe confortevole a causa del caldo tropicale. Questa incongruenza supportò la credenza popolare che Selkirk fosse stato il modello per il personaggio di finzione, forse quello principale, anche se gli studiosi letterari moderni oggi accettano che questa fosse "solo una delle tante narrazioni di sopravvivenza di cui Defoe era al corrente".

## Nella cultura di massa

### Altre opere letterarie
- The Solitude Of Alexander Selkirk di William Cowper riguarda i sentimenti provati da Selkirk come naufrago solitario sull'isola. Questa poesia ha dato origine alla frase comune in lingua inglese "I am monarch of all I survey" (Io sono il monarca di quanto contemplo), attraverso il versetto:

My right there is none to dispute;

From the centre all round to the sea,

Nessuno contesta questo diritto;

Intorno a me dal centro al mare,

Io sono il signore degli uccelli e delle bestie selvatiche.»
(William Cowper, The Solitude Of Alexander Selkirk.)
- Charles Dickens utilizza Selkirk per fare un paragone nel capitolo secondo de The Pickwick Papers (1836): «Il colonnello Builder e Sir Thomas Clubber si scambiavano scatole da tabacco e assomigliavano molto a una coppia di Alexander Selkirks: Monarchi di tutto quello che contemplavano[41]». Questo è anche un chiaro riferimento al poema di William Cowper di cui sopra[40].
- Nella sua poesia Inniskeen Road: July Evening, il poeta Patrick Kavanagh paragona la sua solitudine per la strada a quella di Selkirk:

Of being king and government and nation.

A road, a mile of kingdom, I am king

Di essere re, governo e nazione.

Una strada, un miglio di regno, sono re

Di sponde e di pietre e di ogni cosa che fiorisce.»
(Patrick Kavanagh, Inniskeen Road: July Evening.)
- In "Etiquette", una delle Bab Ballads satiriche di W. S. Gilbert, Selkirk viene usato come metafora per i naufraghi inglesi:

Upon a desert island were eventually cast.

They hunted for their meals, as Alexander Selkirk used,

Su un'isola deserta sono infine naufragati.

Cacciavano per i loro pasti, come Alexander Selkirk era uso,

Ma non potevano chiacchierare tra loro: non erano stati presentati.»
(Bab Ballads di W. S. Gilbert.)
- Joshua Slocum menziona Selkirk nel suo libro Sailing Alone Around the World del 1900. Durante la sua visita alle isole Juan Fernández, Slocum menziona una targa che commemora il soggiorno di Selkirk[44].
- L'esuberante inventore scozzese John Howell, probabilmente perché in difficoltà economiche, ha scritto e pubblicato, nel 1829, La Vita e le Avventure di Alexander Selkirk[45].
- In uno dei suoi libri di maggior successo "Città di vetro", ambientato a New York, lo scrittore americano Paul Auster cita Selkirk trattando le conseguenze dell'isolamento dalla società sul linguaggio umano: " C'era il marinaio scozzese Alexander Selkirik (considerato da alcuni il modello cui è ispirato Robinson Crosue) che aveva vissuto da solo per quattro anni su un'isola al largo della costa cilena e che, a quanto riferisce il capitano del vascello che lo salvò nel 1708, "Aveva dimenticato a tal punto la propria lingua, che si riusciva a stento a capirlo" (Milano, Edizioni Anabasi,1985, pag.44).

### Nel cinema
Selkirk, the Real Robinson Crusoe è un film di Walter Tournier girato in stop motion e basato sulla vita di Selkirk. Distribuito dalla The Walt Disney Company, è stato trasmesso simultaneamente in anteprima in Argentina, Cile e Uruguay il 2 febbraio 2012. È stato il primo lungometraggio animato prodotto in Uruguay.

## Commemorazioni

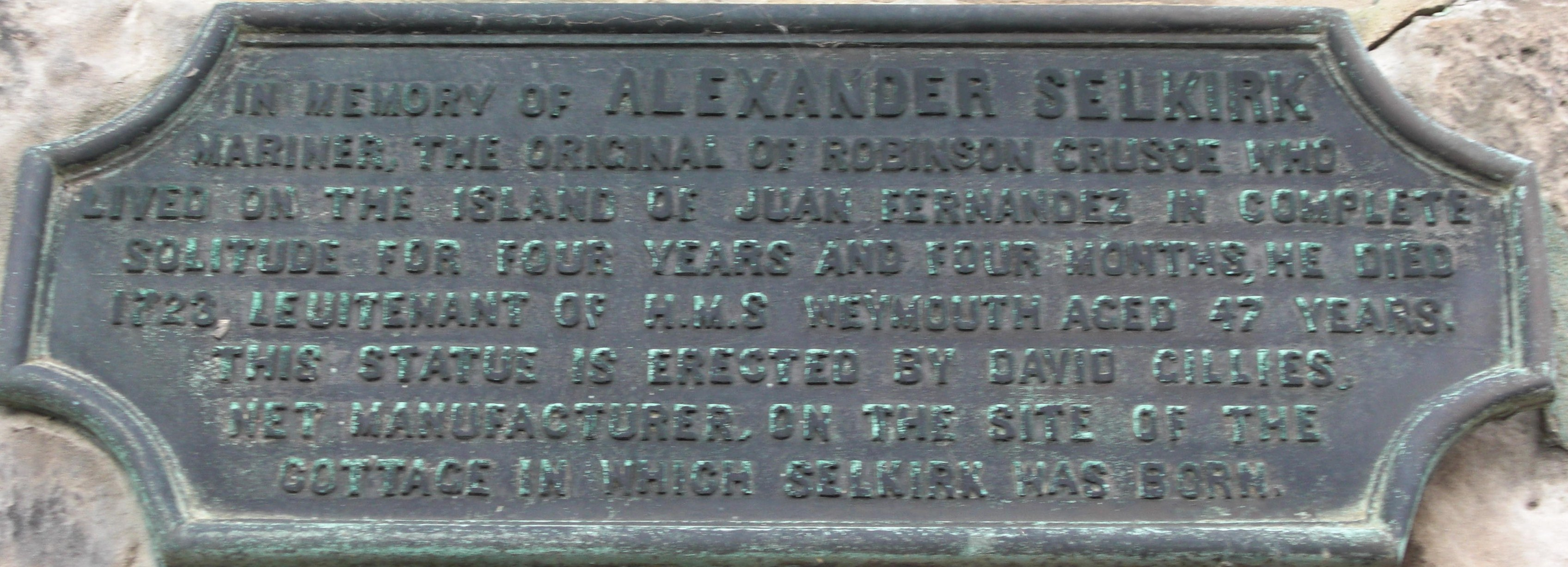
Targa commemorativa di Selkirk in bronzo a Lower Largo, in Scozia, che recita: "In memoria di Alexander Selkirk, marinaio, l'originale di Robinson Crusoe che visse sull'isola di Juan Fernández in completa solitudine per quattro anni e quattro mesi. Morì nel 1723, luogotenente dell'HMS Weymouth, a 47 anni. Questa statua è stata eretta da David Gillies, produttore di reti, sul sito del cottage in cui nacque Selkirk."

L'11 dicembre 1885, vicino al sito della casa natale di Selkirk sulla Main Street a Lower Largo, dopo un discorso di commemorazione tenuto da Lord Aberdeen vennero svelate una statua di bronzo del naufrago e una targa in sua memoria.
Nel 1869 l'equipaggio della HMS Topaze pose una targa di bronzo in un punto chiamato Selkirk's Lookout (Belvedere di Selkirk) su una montagna di Más a Tierra per celebrare il suo soggiorno.
Il 1º gennaio 1966 il presidente cileno Eduardo Frei Montalva ribattezzò Isla Más a Tierra (l'isola più vicina alla costa continentale del Cile) in Isola di Robinson Crusoe, come il personaggio immaginario di Daniel Defoe, per attirare i turisti. L'altra isola principale dell'arcipelago isole Juan Fernández, conosciuta come Isla Más Afuera (l'isola più esterna), divenne l'isola Alejandro Selkirk, nonostante Selkirk non la vide mai poiché si trovava a 180 chilometri a ovest dal luogo del suo abbandono.

### Ritrovamenti archeologici
Una spedizione archeologica nelle isole Juan Fernández del febbraio 2005 ritrovò un frammento in lega di rame identificato come proveniente da una coppia di calibri a compasso per la navigazione, datato XVIII secolo (o tardo XVII secolo). Selkirk è l'unica persona conosciuta che sia stata sull'isola in quel periodo; inoltre esistono testimonianze che egli avesse in possesso quegli strumenti. Il manufatto è stato ritrovato negli scavi in un sito non lontano dal punto in cui si ritiene che Selkirk abbia vissuto.

### Annotazioni
1. ↑  Un antico e ormai obsoleto grado di sottufficiale della Royal Navy[26] che si occupava di incombenze marinaresche e della navigazione, in maniera simile ma non corrispondente esattamente al nostro odierno ufficiale di rotta[27].
2. ↑  Un altro grado obsoleto di sottufficiale della Royal Navy[26].

### Fonti
1. ↑  Howell, pp. 18-19.
2. 1 2 3 4  (EN)  Daisuke Takahashi, David H. Caldwell, Iván Cáceres, Mauricio Calderón, A. D. Morrison-Low, Miguel A. Saavedra e Jim Tate, Excavation at Aguas Buenas, Robinson Crusoe Island, Chile, of a Gunpowder Magazine and the Supposed Campsite of Alexander Selkirk, Together with an Account of Early Navigational Dividers, in Post-Medieval Archaeology, vol. 41, n. 2, 2007,  pp. 270-304, DOI:10.1179/174581307X236157 (archiviato dall'url originale il 24 settembre 2017).
3. 1 2  Howell, pp. 24-25.
4. ↑  Funnell, pp. 1-2.
5. 1 2  Funnell, p. 3.
6. ↑  (EN)  Letters of Marque and Reprisal for the St George, Declaration of William Dampier, su The National Archives, 13 ottobre 1702. URL consultato il 13 marzo 2016.
7. ↑  Funnell, p. 26.
8. ↑  Funnell, pp. 44-45.
9. ↑  Funnell, pp. 45-47.
10. ↑  Funnell, pp. 46-47.
11. ↑  Lee, pp. 394-395.
12. 1 2  Rogers, p. 125.
13. 1 2 3  Rogers, p. 126.
14. ↑  Rogers, pp. 145, 333.
15. ↑  Steele, pp. 169-171.
16. 1 2  Rogers, p. 128.
17. ↑  Rogers, pp. 124-125.
18. ↑  Rogers, p. 6.
19. ↑  Rogers, p. 124.
20. ↑  Rogers, p. 129.
21. ↑  Rogers, pp. 131-132.
22. ↑  Rogers, p. 130.
23. ↑  Rogers, p. 220.
24. ↑  Rogers, pp. 178-179.
25. ↑  Rogers, p. 294.
26. 1 2  Lavery, p. 93.
27. ↑  (EN) Officer ranks in the Royal Navy, su royalnavalmuseum.org. URL consultato il 13 aprile 2016 (archiviato dall'url originale l'11 ottobre 2014).
28. ↑  Rogers, p. 312.
29. ↑  Cooke, p. 61.
30. ↑  Rogers, p. 427.
31. 1 2  Steele, p. 173.
32. ↑  (EN)  Gregory Clark, The Annual RPI and Average Earnings for Britain, 1209 to Present, su MeasuringWorth, 2016. URL consultato il 13 marzo 2016.
33. ↑  Souhami, pp. 180-181.
34. ↑  Lee, p. 399; «Egli non si presentò all'udienza. Si trasferì nei bassifondi di Londra per alcuni mesi, poi tornò a casa a Largo.» Souhami, p. 186.
35. ↑  Souhami, pp. 190-192.
36. ↑  Souhami, pp. 201-202.
37. ↑  Souhami, pp. 204-205.
38. ↑  Severin, p. 11.
39. ↑  (EN)  Little, Becky, Debunking the Myth of the 'Real' Robinson Crusoe, su National Geographic, 28 settembre 2016. URL consultato il 30 settembre 2016.
40. 1 2  Ravitch, p. 134.
41. ↑  Dickens, p. 15.
42. ↑  Regan, pp. 402-403.
43. ↑  Gilbert, p. 274.
44. ↑  Slocum, p. 141.
45. ↑  (EN) HOWELL, John bookbinder Edinburgh, su nls.uk, National Library of Scotland (archiviato dall'url originale il 19 febbraio 2018).
46. ↑  (ES)  Selkirk, el verdadero Robinson Crusoe, in Cine Nacional, 2011. URL consultato il 13 marzo 2016.
47. ↑  (ES)  Selkirk llega al DVD con algunas novedades, su El País, 8 aprile 2012. URL consultato il 13 marzo 2016 (archiviato dall'url originale il 5 agosto 2012).
48. ↑  (EN)  Notable Dates in History, su scotsindependent.org (archiviato dall'url originale il 5 dicembre 2014).
49. ↑  Severin, p. 59.
50. ↑  Severin, pp. 23-24.